# Virginia Dare

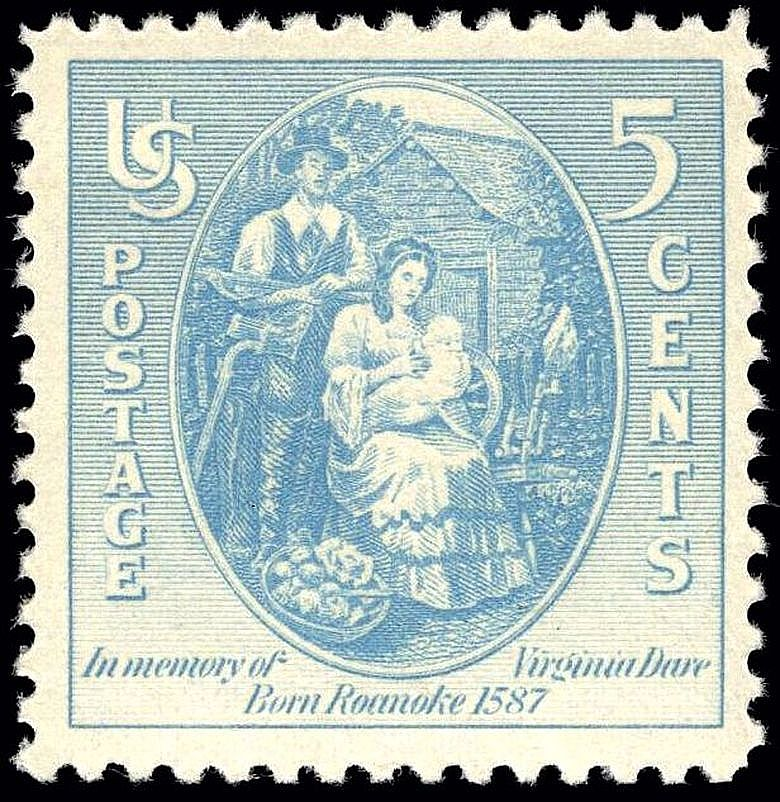
Virginia Dare auf einer Briefmarke

Virginia Dare (* 18. August 1587 in Roanoke; † unbekannt) gilt als das erste englische Kind, das in der Neuen Welt auf dem Gebiet der heutigen USA geboren wurde.
Virginia Dares Eltern waren Eleanor und Ananias Dare. Eleanor Dare war die Tochter von John White, der zur Expedition Sir Walter Raleighs gehörte, der im Jahre 1585 auf Roanoke Island im Osten North Carolinas die erste englische Kolonie in Amerika gründete.
Nachdem John White im Jahre 1590 von der Proviantbeschaffung aus England zurückgekehrt war, fand er keine Spur mehr von den englischen Siedlern, und damit verliert sich auch die Spur der kleinen Virginia. Der Ort, an dem die englischen Siedler verschwunden sind, wird The Lost Colony (Die verlorene Kolonie) genannt.
Nach Virginia Dare ist unter anderem das Dare County in North Carolina benannt worden.